# أسطورة زورو (فلم)
اسطورة زورو فيلم من سلسلة أفلام زورو، وهو امتداد لفيلم قناع زورو 1998، وتدور أحداثه بعد عدة سنوات من أحداث الجزء الأول، حيث يعيش (زورو) مع زوجته (إلينا) وابنهم ذو العشر سنوات في سكينة, حتي يظهر الكونت المتعجرف الفرنسي (أرماند) وتحدث انفجارات في كاليفورنيا فيعود زورو مجددا إلى بطولاته من أجل كشف سره، على الرغم من رفض (إلينا) لذلك الأمر من أجل نيلهم حياة أسرية طبيعية.

## روابط خارجية
- مقالات تستعمل روابط فنية بلا صلة مع ويكي بيانات